# Çamlıyayla (district)
Çamlıyayla is een Turks district in de provincie Mersin en telt 11.844 inwoners (2007). Het district heeft een oppervlakte van 683,2 km². Hoofdplaats is Çamlıyayla.
De bevolkingsontwikkeling van het district is weergegeven in onderstaande tabel.
| 1997   | 2000   | 2007   |
| ------ | ------ | ------ |
| 17.602 | 18.964 | 11.844 |